# Vithuvad munia
Vithuvad munia (Lonchura maja) är en fågel i familjen astrilder inom ordningen tättingar som förekommer vilt i Sydostasien.

## Utbredning och status
Vithuvad munia behandlas antingen som monotypisk eller delas upp i två underarter med följande utbredning:
- L. m. maja – thailändska halvön, Malackahalvön, Sumatra, Java och Bali
- L. m. vietnamensis – Vietnam

Den har även introducerats till bland annat Taiwan, Japan och ön Martinique i Västindien.

## Utseende
Den vithuvade munian är ungefär tio centimeter lång. Den har vitt huvud och hals medan resten av kroppen är matt kastanjebrun eller klarare kastanjebrun. Näbben är ljusblå. Honans huvud har en något smutsigare vit färg än vad hanen har. 

## Beteende och biotop
Utanför häckningssäsong lever munian socialt i stora flockar. Dess främsta föda består av gräsfrön och halvmoget ris som de plockar ur risstråna. Den vithuvade munian trivs i landskap som risfält, gräsbevuxna bergssluttningar och ängar.

### Häckning
Den vithuvade munian brukar bygga sina klotformiga bon upphängda mellan till exempel två grenar eller stjälkar. Bomaterialet består av rötter och grässtrån. Honan lägger fyra till sex vita ägg som hon ruvar i ungefär tolv dagar. Efter tolv till 13 dagar kläcks ungarna och föräldrarna matar dem med halvmogna frön och insekter. Det tar tre veckor för ungarna att lämna boet, men under en priod brukar de återkomma på kvällen för att övernatta.

## Status och hot
Arten har ett stort utbredningsområde och en stor population med stabil utveckling. Utifrån dessa kriterier kategoriserar internationella naturvårdsunionen IUCN arten som livskraftig (LC). Världspopulationen har inte uppskattats, men den beskrivs som ganska vanlig eller lokalt vanlig. De introducerade populationerna i Taiwan och Japan har uppskattats bestå av mellan 100 och 10.000 par var.

## Som burfågel
Den vithuvade munian anses vara anspråkslös, tålig och robust. De anpassar sig lätt till klimat och ändrade levnadsförhållanden. Det är bäst att hålla dessa fåglar i voljär istället för i bur eftersom de efter en period i bur brukar kunna bli slöa.

## Namn
Fågelns vetenskapliga artnamn kommer av Maya, ordet för en munia på tagalog. På svenska har arten även kallats vithuvad nunna eller vithövdad nunna.